# Équation de Hill
Ne doit pas être confondu avec Équation de Hill (biochimie).
L'équation de Hill est une équation différentielle linéaire du second ordre satisfaisant :
{\displaystyle {\frac {d^{2}x}{dt^{2}}}+f(t)x=0} avec f une fonction périodique.
Cette équation a été introduite par George William Hill en 1886 et revient notamment de manière récurrente en physique.
On peut toujours, à l'aide d'un changement de variable obtenir une équation similaire où f est π-périodique. On peut alors la réécrire sous la forme d'une série de Fourier :
{\displaystyle {\frac {d^{2}y}{dt^{2}}}+\left(\theta _{0}+2\sum _{n=1}^{\infty }\theta _{n}\cos(2nt)+\sum _{m=1}^{\infty }\phi _{m}\sin(2mt)\right)y=0}
Un cas important de cette classe d'équation est l'équation de Mathieu, où {\displaystyle f(t)=a-2q\cos(2t)} et l'équation de Meissner (en) avec {\displaystyle f(t)=\alpha ^{2}+\omega ^{2}\operatorname {sgn}(\cos(t))}.
Les solutions de l'équation de Hill sont développées dans la théorie de Floquet.